# Eutímio I de Jerusalém
Eutímio de Jerusalém foi o patriarca de Jerusalém entre 1070 e 1084. Ele teria ido a Constantinopla em 1084 para visitar o imperador bizantino Aleixo I Comneno.
Segundo as fontes gregas, seu episcopado teria durado de 1096 até 1099 e ele é que seria o patriarca reinante quando Jerusalém foi conquistada pela Primeira Cruzada. Segundo as fontes latinas, Simeão II é que seria este patriarca.